# 거리의 악사 (드라마)
《거리의 악사》는 1988년 4월 18일부터 1988년 5월 10일까지 방영된 문화방송 월화 미니시리즈이다.

## 줄거리
은혜와 수니는 절친한 여고 동창생이지만 대학입시가 다가오자 어쩔 수 없이 헤어지게 된다. 부자집 딸인 은혜는 서울로 대학 진학을 하고, 수니는 집안 형편 때문에 대학에 합격하고도 포기하고 회사에 취직한다.

## 등장 인물
- 이경진 : 수니 역
- 이상숙 : 은혜 역
- 박일 : 이훈규 역
- 이동신 : 현석우 역
- 남성훈
- 신윤정

## 결방 사유 및 편성 변경
- 1988년 4월 25일 : 3~4회 연속 방영
- 1988년 4월 26일 : 특집 MBC 뉴스데스크와 〈제13대 국회의원 총선 개표〉 중계방송으로 결방

| 문화방송 월화 미니시리즈                                | 문화방송 월화 미니시리즈                        | 문화방송 월화 미니시리즈                    |
| 이전 작품                                               | 작품명                                          | 다음 작품                                   |
| ------------------------------------------------------- | ----------------------------------------------- | ------------------------------------------- |
| 그것은 우리도 모른다 (1988년 3월 7일 ~ 1988년 4월 12일) | 거리의 악사 (1988년 4월 18일 ~ 1988년 5월 10일) | 인간시장 (1988년 5월 16일 ~ 1988년 6월 7일) |